# Al filo del abismo
Gleaming the Cube (Volando sobre el peligro en Hispanoamérica y Al filo del abismo en España) es una película de acción de los años ochenta protagonizada por Christian Slater y en la que participaron importantes skaters de la época, como Tony Hawk.

## Argumento
Brian es un joven skater de California, rebelde y al que le van mal los estudios. En vez asistir a clase, pasa el tiempo con sus amigos patinando por cualquier sitio; las pistas del aeropuerto, las piscinas vacías… Sus gamberradas le han llevado a conocer al detective Lucero que una vez más, multa a Brian y a sus amigos.
La relación de Brian con sus padres no es muy buena y tan solo se lleva bien con su hermano adoptivo, Vinh, de origen vietnamita. Vinh trabaja en una organización de ayuda humanitaria que recauda fondos y manda medicinas a Vietman, pero un día encuentra un error en los registros que le lleva a descubrir que la organización en realidad envía armas al bando comunista de Vietnam. Es apresado inmediatamente por el jefe de la organización y sus secuaces, que lo matan y disponen su cadáver en la habitación de un motel para que parezca que se ha suicidado.
Brian no cree que Vinh se suicidara. Tras el funeral, encuentra en su cuarto un documento de la organización donde trabajaba Vinh y se va a buscar a alguien que pueda traducírselo. Ya en la calle, descubre que uno de los supuestos compañeros de Vinh lo sigue en su coche. Consigue despistarlo y se las apaña para subirse al coche y permanecer escondido en los asientos de atrás.
El esbirro desiste de buscar a Brian y marcha a encontrarse con su jefe, un coronel del ejército vietnamita al que trata de chantajear por la muerte de Vinh que el mismo cometió, pero el coronel ordena matarlo y se van. Brian corre entonces a avisar al detective Lucero, pero cuando regresan junto a más agentes, no hay rastro del cadáver ni del coche. A pesar de todo, Lucero le promete a Brian que investigará.
Brian sabe que tras la organización se oculta algo delictivo, pero no qué y solo se le ocurre entablar amistad con Tina, exnovia de Vinh e hija del coronel. Para ello decide cambiar de aspecto y simular que se ha vuelto un chico formal.
Finalmente ambos acuden a un evento social de la organización y allí logra enterarse de la existencia de un almacén al que acude en cuanto puede, descubriendo un cargamento de armas y comprendiendo a qué se dedica en realidad el coronel y que mataron a Vinh al descubrirlo.
Brian provoca una explosión en el almacén para que acuda la policía y descubra las pruebas, pero tanto el coronel como Lawndale, el propietario del almacén, tienen tiempo de huir y ocultarse. Brian logra no verse implicado, pero le confiesa a Lucero lo sucedido y éste aunque le reprende, no lo detiene ni hace su confesión oficial.
De vuelta en su casa, a Brian lo visita Tina, bastante asustada ya que su padre ha decidido que se marchen a una casa que tienen en el campo. Brian le confiesa lo que sabe sobre su padre y tras pasar la noche allí, Tina vuelve con él, convencida de que lo hará cambiar.
Lawndale manda a unos matones en motos y camionetas para acabar con Brian, pero se escabulle y logra que la policía los detenga. Lucero averigua que Lawndale se ha marchado a la casa de campo del coronel y mientras organiza una fuerza de asalto, Brian contacta con sus amigos para realizar su propia incursión y uno de ellos le hace un nuevo monopatín.
En la casa de campo, Tina ha convencido a su padre de que deje la organización, pero llega Lawndale y al saber que el coronel quiere traicionarlo, los apunta con su arma. El coronel trata de poner a salvo a su hija y Lawndale le dispara, matándolo. Justo en ese momento, Brian entra literalmente volando a través de la ventana, rompiéndola en mil pedazos y golpeándose con Lawndale, que sale corriendo llevándose a Tina y en la confusión del asalto, huye en un coche de policía mientras el resto de skaters lo persiguen. Consiguen arrinconarlo, Lawndale se ve obligado a salir del coche y a seguir a pie, con Tina de rehén. Lucero trata de alcanzarlo pero Lawndale dispara y tiene que parapetarse. Entonces, cogiendo impulso gracias a una camioneta, Brian vuelve a saltar sobre él y  ambos quedan malheridos. Tina corre preocupada hacia Brian y descubre que salvo un brazo roto, todos son magulladuras y heridas superficiales. 
Unos días después, Tina visita a Brian en el hospital, conversan sobre lo sucedido y deciden tratar de volver a la normalidad juntos. 
Una vez recuperado, Brian es acompañado por el detective Lucero a visitar la tumba de Vinh. Ambos conversan desenfadadamente, haciendo ver que su relación se ha hecho más estrecha y cordial.

## Reparto
| Actor            | Personaje   |
| ---------------- | ----------- |
| Christian Slater | Brian Kelly |
| Min Luong        | Tina Trac   |
| Steven Bauer     | Al Lucero   |
| Richard Herd     | Ed Lawndale |
| Art Chudabala    | Vinh Kelly  |
| Tony Hawk        | Buddy       |

## Alcance y repercusión
En su estreno, tuvo mucha aceptación por el público joven y con los años se ha convertido en una película de culto, siendo mencionada en series como Los Simpsons, Los Goldberg y Robot Chicken.